# Jacquemontia grisea
Jacquemontia grisea är en vindeväxtart som beskrevs av Buril. Jacquemontia grisea ingår i släktet Jacquemontia och familjen vindeväxter. Inga underarter finns listade i Catalogue of Life.